# Michael Vlatkovich
Michael Pierre Vlatkovich (* 4. Mai 1951 in St. Louis, Missouri) ist ein US-amerikanischer Jazzposaunist, Komponist, Arrangeur und Bandleader.

## Leben und Wirken
Vlatkovich zog 1973 nach Los Angeles und arbeitete in den 1970er-Jahren mit Bobby Rodriguez und Ian Whitcomb, mit denen erste Aufnahmen entstanden. Um 1981 nahm er sein selbstbetiteltes Debütalbum auf. In den folgenden Jahren arbeitete er mit Vinny Golias Large Ensemble, Brian Setzer, dem Rova Saxophone Quartet, Bryan Adams, Bobby Bradford, Gerry Hemingway und eigenen Ensembles, in denen u. a. Rob Blakeslee spielte. Ferner wirkte er bei einer Reihe von Filmsoundtracks mit. Im Bereich des Jazz war er zwischen 1973 und 2023 an 133 Aufnahmesessions beteiligt. Zu hören ist er u. a. auch auf Rich Halleys Album Dusk and Dawn (2024).

## Diskographische Hinweise
- Michael Vlatkovich Septet: Ask 7   (pfMentum, 2014), mit Ron Miles, Wade Sander, Mark Harris, Glenn Nitta, Kent McLagan, Chris Lee
- Five of Us : 5 Winds (pfMentum, 2015), mit Lina Allemano, Nicole Rampersaud, Peter Lutek, David Mott
- TRYYO Flying Box (pfMentum, 2015), mit Jonathan Golove, Damon Short
- With You Jazz Cat (pfMentum, 2020), mit Greg Zilboorg, Louis Lopez, Andrew Pask, Bill Plake, Wayne Peet, Dominic Genova, Ken Park